# 在座寫輕小說的各位，全都有病
《在座寫輕小說的各位，全都有病》是甜咖啡創作的台灣輕小說作品，手刀葉擔任插畫，是尖端出版原創浮文字書系的作品之一，於2015年11月20日至2021年2月5日由尖端發行出版，共14冊。

## 登場角色

### C高中
柳天雲
本作主角，曾被譽為神童、才子的少年，外表平凡，是位中二病重症患者，本人卻毫無自覺，並暗地自稱「獨行俠」、「孤獨王國的孤獨公爵」。在寫作方面有很大的成就，小學一年級參加多項比賽時皆有斬獲，並把本作女主角櫻視為對手及筆友。
櫻／幻櫻
本故事的重點人物兼第一女主角，神秘系少女，擁有一頭銀色長髮直垂到腰際（實際是粉櫻色），天藍色雙眸。右眉旁的秀髮夾著一枚金黃色髮夾，左腰處掛著奇特的狐面墜飾。擁有欺騙他人跳入火坑而不自覺的頭腦。櫻的筆名為「晨曦」有「早晨太陽的光輝、新的開始等」之義。
沁芷柔
本故事的第二女主角，設定系少女，C高中有名的高嶺之花，品學兼優，身材前凸後翹，母親為日本人，有著秀麗的金髮。令人驚艷的美貌使得她每天至少要扔掉兩大箱情書，當面拒絕三十個人的告白。為了揣摩筆下人物的心境，常常做出冒失的行為。因為需要揣摩戰鬥少女的心境，設定了一個虛構人物，可以徒手打碎假山。有著淡金色的長髮以及碧色的雙眸，頭上戴著類似女僕裝的藍色髮飾，右鬢上方插著一朵水晶花。她的父親跟櫻的父親是聚賭好友。並且是C高中怪人社副社長。
風鈴
嬌柔系少女，以風鈴為外號，入學後迅速奪走沁芷柔在男生中的一半人氣，使得沁芷柔收到的情書由四大箱變成兩大箱，當面告白的人從六十人變成三十人。從小仰慕著柳天雲，為了他踏上寫作的道路。
體型嬌小，紫色的長髮用小貓造型的髮飾綁起雙馬尾，桃紅色的眼眸有帶了一絲天然媚意。是怪人社裡唯一一個正常人。
桓紫音
重度中二病患者，菁英班和怪人社的導師，也是C高中的領導者。自稱吸血鬼皇女，在被晶星人召喚後出現維持學校秩序，並且用她的女王屬性征服了學校裡的主要行政人員，風雷厲行的行事風格與其冷靜內斂的個性形成強烈的對比。蓄著一頭光滑的黑色長髮，瀏海修成了娃娃頭，給人的印象是標準的古典美人類型。異色瞳，左眸為黑，右眸為紅。時常拿出些晶星人給予的奇怪道具。
雛雪
柳天雲的學妹，平時是無口插畫家，藉由繪圖板表達自己的話語，會因為某些條件轉換成第二人格後才會開口說話。擁有心形的桃紅色瞳孔及一頭漂亮的青色長髮，頭上還戴著六角形的雪花狀髮飾，平時披著毛茸茸的褐色卡通大熊套裝在身上。習慣開黃腔，喜歡挑戲柳天雲。疑似雙性戀，很愛捉弄沁芷柔。後期因被柳天雲所拯救而使在第一人格也逐漸會說話。

### A高中
輝夜姬
本名為紗羅紗，但通稱輝夜姬。A高中的強者兼領導，體弱多病，可能擁有與全盛時期柳天雲相同的實力。擁有一頭黑色長髮及金黃色眼眸，左邊頭髮上別有和式風格的花朵髮飾。
飛羽
A高中的第二強者，以輝夜姬的侍衛為己任。不希望輝夜姬太靠近C高中怪人社，但因為輝夜姬要求只好陪同。
棋聖
A高中第三強者，擅長使計，為了獲勝，甚至使用道具「詛咒稻草人」想要打敗C高中。原為B高中王牌，後被A高中使用先聲奪人搶走。非常痛恨柳天雲和晨曦
A子
第8集登場，A高中與C高中合辦畢業旅行中出現，看起來很崇拜柳天雲，但也因為放柳天雲進入女生包場的澡堂而害柳天雲被護衛痛扁一頓。

### B高中
小秀策
B高中的強者，第3集末登場，雖然自己的文章常常刊登上某些報導的第一名，並且超越過去柳天雲的蟬聯次數，但小秀策總是被人和封筆後不再投稿文章的柳天雲做比較，忍受許多像『要是柳天雲還在，大概可以連霸二十回』等閒言閒語，對柳天雲產生恨意。

### Y高中
怪物君
Y高中的榜首，美男子，文武雙全，身高接近一百八十公分，外表俊秀，有著一頭凌亂但不失有型 顏色略近於咖啡色的頭髮，給人第一印象是近乎漂亮的美男子。極為叛逆的資優生，並擅長觀星占卜。寫作實力的強大，經過老師的赤紅之瞳測試下，到達了返璞歸真的境界。在晶星人舉辦，滿分75分的寫作比賽拿下了390分。願望是想要一個妹妹。

### 晶星人
女皇
使各校展開輕小說廝殺對決的始作俑者，理由是喜歡輕小說。樣貌上意外的是個美少女。知道幻櫻的與柳天雲的關係。
七六四二三四號
轉轉思念君、晶瑩時光機的發明者。知道幻櫻的與柳天雲的關係。在幻櫻死後創造轉轉思念君，想要告訴柳天雲關於幻櫻事情。

### 其他
九千九百九十九號
七六四二三四號（晶星人）所創造的轉轉思念君，人工智慧。也是轉轉思念君所產生出來的道具，有時間限制，每次開啟時會解鎖不同的記憶，十分神祕。其實裡面的思念與記憶是死去的幻櫻。
梁心蕊
第4集後面登場，由Ayre Records所負責的虛擬歌手，在本書是客串兼宣傳該小說的主題曲。然而在本書客串後卻在7月失蹤，官方解釋是到鄉下訓練，但是粉絲目前推斷為公司內部出問題，無法繼續下去。2018年11月，Ayre Records解散。

## 出版書籍

### 輕小說
| 集數 | 尖端出版       | 尖端出版               | 封面人物 | 備註               |
| 集數 | 發售日期       | ISBN                   | 封面人物 | 備註               |
| ---- | -------------- | ---------------------- | -------- | ------------------ |
| 1    | 2015年11月20日 | ISBN 978-957-10-6239-6 | 幻櫻     |                    |
| 2    | 2016年2月16日  | ISBN 978-957-10-6346-1 | 沁芷柔   |                    |
| 3    | 2016年3月31日  | ISBN 978-957-10-6524-3 | 風鈴     |                    |
| 4    | 2016年8月12日  | ISBN 978-957-10-6630-1 | 雛雪     | 特裝版／簽名會版本 |
| 零   | 2016年11月17日 | ISBN 978-957-10-6700-1 | 幻櫻     | 前傳               |
| 5    | 2017年2月6日   | ISBN 978-957-10-7157-2 | 風鈴     |                    |
| 6    | 2017年4月27日  | ISBN 978-957-10-7314-9 | 輝夜姬   |                    |
| 7    | 2017年8月11日  | ISBN 978-957-107-551-8 | 桓紫音   |                    |
| 8    | 2018年2月1日   | ISBN 978-957-107-737-6 | 沁芷柔   |                    |
| 9    | 2018年11月15日 | ISBN 978-957-107-858-8 | 雛雪     |                    |
| 10   | 2019年1月19日  | ISBN 978-957-108-435-0 | 輝夜姬   | 2019動漫節特裝版   |
| 11   | 2019年4月11日  | ISBN 978-957-108-518-0 | 風鈴     |                    |
| 12   | 2019年8月1日   | ISBN 978-957-108-612-5 | 幻櫻     | 特裝版／簽名會版本 |
| 12.5 | 2021年2月5日   | ISBN 978-957-109-353-6 | 幻櫻     | 番外篇             |

### 畫冊
- 《在座寫輕小說的各位，全都有病 回憶畫冊》2019年8月1日發售[16]，ISBN 978-957-108-613-2

## 相關歌曲
「戀愛☆病識感」
作詞：Uniparity，主唱：梁心蕊，作曲、編曲：LunaSafari

## 外部連結
- 尖端出版網站 （页面存档备份，存于）
- 原作者的Facebook粉絲團